# Yūya Fukuda
Yūya Fukuda (jap. 福田 湧矢, Fukuda Yūya; * 4. April 1999 in Kitakyūshū, Präfektur Fukuoka) ist ein japanischer Fußballspieler.

## Karriere
Yūya Fukuda erlernte das Fußballspielen in der Jugendmannschaft des Kokuraminami FC sowie in der Schulmannschaft der Higashi Fukuoka High School. Seinen ersten Vertrag unterschrieb er 2018 bei Gamba Osaka. Der Verein aus Suita, einer Stadt in der nördlichen Präfektur Osaka, spielte in der höchsten japanischen Liga, der J1 League. Die U23 von Gamba spielte bis 2020 in der dritten Liga, der J3 League. Für das Drittligateam bestritt er 33 Ligaspiele. Am 24. November 2024 stand er mit Gamba im Endspiel des Kaiserpokals. Hier verlor man 1:0 gegen Vissel Kōbe. Nach insgesamt 100 Ligaspielen wechselte er im Januar 2024 zum ebenfalls in der ersten Liga spielenden Tokyo Verdy.

## Erfolge
Gamba Osaka
- Japanischer Pokalfinalist: 2024

## Sonstiges
Yūya Fukuda ist der Bruder von Shō Fukuda.